# Port lotniczy Seattle-Tacoma
Port lotniczy Seattle-Tacoma – międzynarodowy port lotniczy położony około 20 km na południe od Seattle, w stanie Waszyngton. Jest 30. co do wielkości portem lotniczym świata. W 2005 obsłużył około 29 mln pasażerów.

## Linie lotnicze i połączenia

### Terminal Centralny

#### Hall A
- American Airlines (Austin, Chicago-O'Hare, Dallas/Fort Worth, Nowy Jork-JFK, St. Louis)
- AirTran Airways (Atlanta (sezonowo), Baltimore/Waszyngton)
- Delta Air Lines (Atlanta, Cincinnati, Nowy Jork-JFK, Salt Lake City)
  - Delta Connection obsługiwane przez ExpressJet Airlines (Los Angeles)
  - Delta Connection obsługiwane przez SkyWest (Salt Lake City)
- Frontier Airlines (Denver)
- JetBlue Airways (Boston, Nowy Jork-JFK)
- Midwest Airlines (Kansas City, Milwaukee)
- Sun Country Airlines (Minneapolis/St. Paul)
- US Airways (Charlotte, Filadelfia, Phoenix)
  - US Airways obsługiwane przez America West Airlines (Las Vegas, Filadelfia, Phoenix)
  - US Airways Express obsługiwane przez Mesa Airlines (Las Vegas, Phoenix)

#### Hall B
- Alaska Airlines
  - Horizon Air (Bellingham, Billings, Boise, Bozeman, Butte, Calgary, Edmonton, El Paso [od 16 lutego 2019][1], Eugene, Fresno, Great Falls, Helena, Kalispell, Kelowna, Lewiston, Medford, Missoula, Palm Springs, Pasco, Portland (OR), Pullman, Redmond, Reno/Tahoe, Santa Barbara, Santa Rosa, Spokane, Sun Valley, Vancouver, Victoria, Walla Walla, Wenatchee, Yakima)
- Continental Airlines (Anchorage, Cleveland (sezonowo), Houston-Intercontinental, Newark)
- Hawaiian Airlines (Honolulu, Kahului)
- Southwest Airlines (Albuquerque, Boise, Chicago-Midway, Denver (od 4 listopada), Kansas City, Las Vegas, Nashville, Oakland, Phoenix, Reno/Tahoe, Sacramento, Salt Lake City, San Jose (CA), Spokane)

#### Hall C
- Alaska Airlines (Anchorage, Boise, Boston, Burbank, Calgary (sezonowo), Cancún (sezonowo), Chicago-O'Hare, Dallas/Fort Worth, Denver, Fairbanks, Honolulu (od 12 października), Juneau, Ketchikan, Las Vegas, Lihue (od 28 października), Long Beach, Los Angeles, Los Cabos (sezonowo), Mazatlan (sezonowo), Miami, Newark, Oakland, Ontario (CA), Orange County, Orlando, Palm Springs (sezonowo), Phoenix, Puerto Vallarta (sezonowo), Reno/Tahoe, Sacramento, San Diego, San Francisco, San Jose (CA), Sitka (sezonowo), Spokane, Tucson, Vancouver (sezonowo), Waszyngton-Reagan)
  - Horizon Air

### Terminal Północny
- Air Canada (Toronto-Pearson)
  - Air Canada Jazz (Calgary, Vancouver)
- Alaska Airlines
- United Airlines (Chicago-O'Hare, Denver, Honolulu (sezonowo), Los Angeles, San Francisco, Tokio-Narita, Waszyngton-Dulles)
  - United Express obsługiwane przez SkyWest (Portland (OR), Spokane)

### Terminal Południowy
- Aeroméxico (Guadalajara, Meksyk)
- Air France (Paryż-Charles de Gaulle)
- Alaska Airlines
  - Horizon Air
- Asiana (Seul-Incheon)
- British Airways (Londyn-Heathrow)
- China Airlines (Tajpej-Taiwan Taoyuan)
- EVA Air (Tajpej-Taiwan Taoyuan)
- Hainan Airlines (Pekin) (od 8 czerwca 2008)
- Icelandair (Reykjavik)
- Korean Air (Seul-Incheon)
- MAXjet (Los Angeles, Szanghaj-Pudong) (od 25 marca 2009)
- Northwest Airlines (Amsterdam, Detroit, Honolulu, Indianapolis (sezonowo), Kahului, Memphis (sezonowo), Minneapolis/St. Paul, Mumbaj, Seul-Incheon, Tokio-Narita)
- Scandinavian Airlines System (Kopenhaga) (zawieszone od 2009)
- Vladivostok Air (Anchorage, Pietropwałowsk-Kamczacki, Władywostok, Jużno-Sachlaińsk) (od kwietnia 2008)